# Parachernes tumimanus
Parachernes tumimanus är en spindeldjursart som först beskrevs av Banks 1908.  Parachernes tumimanus ingår i släktet Parachernes och familjen blindklokrypare. Inga underarter finns listade i Catalogue of Life.